# Torpille G7es
La G7es (T5) « Zaunkönig » (« Roitelet ») était une torpille acoustique utilisée par les sous-marins allemands pendant la Seconde Guerre mondiale. Elle était appelé GNAT (German Navy Acoustic Torpedo) par les Britanniques.

## Description
La torpille acoustique était basé sur la TIII (nom de code « Falcon ») introduite en 1943. Elle était plus rapide, composé d'un exploseur magnétique et pouvait également être équipé d'un pistolet à percussion. 
La torpille était électrique et avait une portée effective de 5 700 mètres à une vitesse de 24 nœuds (44 km/h). Cette torpille utilisait un autodirecteur acoustique passif pour trouver sa cible (notamment en se servant du bruit fait par les hélices d'un navire submersible ou insubmersible), devenant active après une ligne droite de 400 mètres. Le mécanisme de prise de tête se composait de deux récepteurs hydrophones captant les ondes sonores des hélices de navire et changeaient la direction du gouvernail via un dispositif électropneumatique. 
Il y avait trois variantes : 
- deux versions à nez plat contenant quatre jeux d'hydrophones à magnétostriction ;
- une version à nez rond contenant deux hydrophones à magnétostriction à l'intérieur d'un déflecteur en forme d'entonnoir.

## Utilisation
La limite de 400 mètres a été utilisée pour des raisons de sécurité. Cependant, il y a eu au moins deux cas non confirmés de sous-marins (l'U-972 en décembre 1943 et l'U-377 en janvier 1944) qui ont probablement coulé après avoir été touchés par leur propre torpille. Ce risque a ensuite été atténué en obligeant les sous-marins à plonger à 60 mètres après le lancement des torpilles acoustiques afin d'éviter d'éventuels accidents. 
Les 80 premières torpilles ont été livrées le 1er août 1943 et l'arme a été utilisée pour la première fois en septembre. Malgré certains succès, la Zaunkönig explosait souvent derrière le navire ennemi, car la direction acoustique était très imprécise. Cela s'est démontré lors de sa première utilisation à grande échelle du 20 au 24 septembre 1943 lors des attaques sur le convoi ON-202. Les commandants signalèrent un certain nombre de frappes, enregistrant après la bataille neuf navires à vapeur et douze navires d’escorte coulés.  En réalité, six navires marchands et trois navires d'escorte, un destroyer, une frégate et une corvette furent envoyés par le fond.   
Au total, 640 torpilles furent tirés au combat, pour 58 coups au but, totalisant 45 navires coulés. Son efficacité était cependant indéniable, le navire ou le sous-marin torpillé, s'il ne coulait pas, étant généralement irréparable.
La Zaunkönig a été surnommé Zerstörerknacker (pirate destructeur) par les sous-mariniers allemands, car elle était particulièrement utilisée contre les escortes de convois.